# Saule (rivière)
La Saule est un ruisseau français de la région Grand-Est qui coule entièrement dans le département des Vosges. C'est un affluent gauche du Madon, lui-même affluent de la Moselle. Il appartient donc au bassin Rhin-Meuse.

## Géographie
D'une longueur de 13,99 km, La Saule prend sa source dans le Bois Runé de La Neuveville-sous-Montfort. S'écoulant dans la direction est-nord-est, elle traverse les villages de Remoncourt et de Rozerotte avant de se jeter dans le Madon à Mattaincourt.

### Communes et cantons traversés
La Saule traverse, d'amont en aval, les six communes de La Neuveville-sous-Montfort, Remoncourt, Rozerotte, Bazoilles-et-Ménil, Hymont et Mattaincourt. En termes de cantons, les quatre premières sont situées sur le canton de Vittel, les deux dernières sur celui de Mirecourt. En termes d'arrondissements, la Saule s'écoule sur le seul arrondissement de Neufchâteau.

### Bassin versant
La Saule traverse une seule zone hydrographique Le Madon du Gitte au Val d'Arol (A526).

## Affluents
La Saule reçoit trois affluents référencés, tous venant de gauche :
- le ruisseau de la Prêle (3 km sur les communes de Remoncourt et Rozerotte, lieu de confluence) ;

- le ruisseau du Potcuit (7 km sur les communes de La Neuveville-sous-Montfort, Remoncourt, Estrennes, Domèvre-sous-Montfort et Rozerotte, lieu de confluence), lequel qui possède lui même un affluent gauche : le Découlant (sur les communes de La Neuveville-sous-Montfort, Domjulien et Estrennes, lieu de confluence) ;
- le ruisseau de Bazoilles (4 km sur les communes de Remicourt, Domèvre-sous-Montfort et Bazoilles-et-Ménil, lieu de confluence), qui a un affluent droit : le ruisseau de la Fontaine Flippe (sur les communes de Domèvre-sous-Montfort et Bazoilles-et-Ménil, lieu de confluence).

Le rang de Strahler de la Saule est trois.